# Break Out/ようかい体操第一
「Break Out/ようかい体操第一」（ブレイク アウト/ようかいたいそうだいいち）は、Dream5の12枚目のシングル。2014年4月23日にエイベックス・マーケティング（現:エイベックス・エンタテインメント/avex trax）から発売された。

## 解説
- 『Break Out』は、「ダンサブルでアッパーチューンな曲で、聞いている人への応援ソング」[1][信頼性要検証]。
- 『ようかい体操第一』は、テレビアニメ『妖怪ウォッチ』の初代エンディングテーマ[2]。先に原作であるニンテンドー3DSゲーム版『妖怪ウォッチ』のプロモーションビデオ使用曲としてキング・クリームソーダのマイコが発表していたが[注釈 1]、CDの発売はDream5が早かった。また、前作の『We are Dreamer』に収録されている『神様ヤーヤーヤー』（『ダンボール戦機WARS』エンディングテーマ）に続くレベルファイブ原作アニメとのタイアップでもある。
- 『ハッピーデー』はメンバーの重本ことりが出演するイトーヨーカドー「ハッピーデー」のCMソングである。

## ようかい体操第一
ラッキィ池田による振り付けでアニメキャラクターたちがかわいらしく踊るエンディングの映像や共感しやすい歌詞が、子供たちの間で大人気となった。
また、作曲者の菊谷知樹によると「体操である」ことを前提に、「それぞれのパートがただ連なっているだけ」で「あまりきれいにつながらないように」意図して作曲したという。
『第65回NHK紅白歌合戦』では企画コーナー「嵐 meets 妖怪ウォッチ」にDream5がラッキィ池田、『妖怪ウォッチ』のキャラクターとともに出演。「ようかい体操第一」を出場歌手とともにパフォーマンスした。

### カバー
ようかい体操第一
- 歌：小寺可南子 - 日本コロムビア版カバー音源。2014年6月18日発売『こどものうた〜烈車戦隊トッキュウジャー・地球ぴょんぴょん〜』が初出。

ようかい体操第一
- 歌：alom - 2019年6月20日発売のゲーム『妖怪ウォッチ4 ぼくらは同じ空を見上げている』エンディングテーマとして収録。

ようかい体操第一 〜つづき〜
- 歌：かえで☆ - 2019年4月〜12月放送のテレビアニメ『妖怪ウォッチ!』エンディングテーマ。2019年6月5日リリース。アレンジ・歌詞を追加。『ようかい体操第一 ~1番から8番!』のバージョンも収録。

妖怪たいそう
- 歌：ジバニャンコマさんヨシキりさ♪ - 2021年4月より放送のテレビアニメ『妖怪ウォッチ♪』エンディングテーマ。2021年4月9日配信限定リリース。吉木りさをメインボーカルに、ジバニャン（小桜エツコ）・コマさん（遠藤綾）のセリフを追加[4]。

ようかいたいそう♪
- 歌：金子みゆ＆ジバニャンコマさん - 上記のテレビアニメ『妖怪ウォッチ♪』のエンディングテーマ。2022年10月7日配信リリース。金子みゆ（LinQ）をメインボーカルに迎えた「ようかい体操第一」のリニューアル版[5]。金子単独の歌唱によるテンポを早めた「ようかいたいそう♩=134」も同時配信。

## 収録曲

### CD+DVD
CD
1. Break Out [4:05]
  - 作詞︰marker / 作曲：SiZK・Moi /  編曲：/SiZK

2. ようかい体操第一 [4:02]
  - 作詞：ラッキィ池田 & 高木貴司 / 作曲：菊谷知樹 / 編曲：日比野裕史

3. ハッピーデー [4:17]
  - 作詞 森月キャス / 作曲 大西克巳 / 編曲：大西克巳

4. Break Out(Instrumental) [4:05]
5. ようかい体操第一(オリジナル・カラオケ) [3:58]
6. ハッピーデー(オリジナルカラオケ) [4:13]

DVD
1. Break Out(Music Video)
2. Break Out(振りビデオ)
3. ようかい体操第一(体操ビデオ)

### CD
CD
1. Break Out [4:05]
2. ようかい体操第一 [4:02]
3. ハッピーデー [4:13]

## タイアップ
| 曲名             | タイアップ先 |
| ---------------- | --- |
| Break Out        | 日本テレビ系「ミュージックドラゴン」4月オープニングテーマ 札幌テレビ「ジョシスタ あいく的」4月オープニングテーマ                                          |
| ようかい体操第一 | テレビ東京系アニメ『妖怪ウォッチ』エンディングテーマ KDDI/沖縄セルラー電話「映画 妖怪ウォッチ×au au妖怪大作戦 -ビデオパスでもやってるニャン-」TVCM ソング |
| ハッピーデー     | イトーヨーカドー 「ハッピーデー」 TVCMソング |